# エシュバイラー・クラーク反応
エシュバイラー・クラーク反応（—はんのう、英語: Eschweiler–Clarke reaction）とは、有機化学における合成反応の一種で、一級または二級アミンにホルムアルデヒドと過剰のギ酸とを作用させ、メチル化されたアミンを得る手法である。還元的アミノ化の手法のひとつ。
メチル化の進行は三級アミンまでで止まり、それ以上メチル化を受けた四級のアンモニウムまでは進まない。

## 反応機構
まず、アミンとホルムアルデヒドからイミンが生じる。ギ酸がヒドリド源としてはたらき、イミンをメチル化された二級アミンへと還元する。反応の駆動力は二酸化炭素の発生である。三級アミンへのメチル化も同様の機構で進むが、イミニウムイオンを経由しなければならないため、反応は遅い。
キラルなアミンを基質とした場合は、その立体は保持される。ラセミ化は起こらない。

## 関連する反応
ギ酸を用いる還元的アミノ化反応として、ロイカート反応、ロイカート・ヴァラッハ反応が知られる。